# Santa Lucia (Perugia)
Santa Lucia è un quartiere di Perugia di oltre 5 000 abitanti appartenuto alla ex IV circoscrizione San Marco.
Prevalentemente residenziale, si è sviluppato lungo un pendio scosceso attorno alle industrie degli Spagnoli. Al tempo delle prime attività industriali dell'Angora Spagnoli, Santa Lucia era poco più che un sobborgo. Nel 1947 sorse per volontà degli Spagnoli la c.d. Città dell'angora, nella quale recentemente si sono ritrovati gli affreschi del Dottori.
In cima a Santa Lucia, appena prima che inizi il fulcro dell'abitato, si trova il mausoleo di Luisa Spagnoli.
Alle falde del colle di Santa Lucia si trovano la Facoltà di Ingegneria dell'Università degli Studi di Perugia (nel Polo di Ingegneria vi è il Centro di ricerca sulle biomasse) e la relativa stazione ferroviaria suburbana Perugia Università. Nei pressi si trova altresì la chiesa di Maria Regina della Pace.
Si può considerare un quartiere ancora in espansione, vista la possibilità, già prospettatasi, di lottizzare alcuni terreni rimasti non edificati nei pressi della ferrovia.

## Toponomastica
La toponimia del quartiere trae spunto dall'industria del tessile Luisa Spagnoli; vi sono infatti: via del tessuto, via del ricamo, via della tintoria, via dell'arcolaio, via della filanda, via del cashmere, via della lana, via del bottone, via del filato, via della moda, via della cardatura. Vi è poi via Annibale Spagnoli (mentre via Luisa Spagnoli si trova nel quartiere della Madonna Alta; e via dell'angora, il tessuto di maggior successo della Spagnoli è alle Case Bruciate).

## Servizi
Il quartiere è collegato dalle linee urbane F e S, l'una collegata col centro storico (e con capolinea al Girasole via Ferro di Cavallo) e l'altra con la stazione ferroviaria centrale e il terminal autobus di Piazza d'Armi, gestite da Umbria Mobilità (mentre ai tempi di a.p.m. vi transitavano il 13S, il 13D e il 14).
A servizio della zona il C.V.A. Santa Lucia gestito dalla relativa Pro Loco. Tra le aree verdi, il Parco di Santa Lucia, di competenza del comune di Perugia.
Vi sono poi tutti i servizi tradizionali quali l'ufficio postale, la farmacia, etc.

## Residence 2000
Poiché parte di un unico piano edilizio di zona, è noto autonomamente col nome di Residence 2000 o Villaggio 2000 un complesso di edifici, tutti uguali, nella parte bassa di Santa Lucia.

## Pian di Massiano
Il frequentatissimo Percorso Verde "Leonardo Cenci" di Pian di Massiano si trova ai piedi di Santa Lucia. Lungo str. Santa Lucia, che raggiunge via Cortonese e quindi il quartiere Madonna Alta, si trovano anche la direzione regionale di Busitalia S.p.A. (ex deposito a.p.m.), il PalaBarton ex PalaEvangelisti e il Barton Park. Ivi la stazione terminale Pian di Massiano del Minimetrò di Perugia.